# بنجامين واتسون
بنجامين واتسون (بالإنجليزية: Ben Watson)‏ (9 يوليو 1985 لندن المملكة المتحدة - ) هو لاعب كرة قدم بريطاني يلعب كلاعب وسط.

## وصلات خارجية
بنجامين واتسون على موقع قاعدة بيانات كرة القدم.إي يو (الإنجليزية)
- بنجامين واتسون على موقع Soccerbase.com (لاعب) (الإنجليزية)
- بنجامين واتسون على موقع Soccerway.com (الإنجليزية)
- بنجامين واتسون على موقع عالم كرة القدم.نت (الإنجليزية)
- بنجامين واتسون على موقع AS.com (الإسبانية)